# تمثيل مباشر
التمثيل المباشر أو التمثيل بالوكالة هو شكل مقترح من الديمقراطية التمثيلية حيث يكون وزن وثقل صوت كل مُمثل وفقًا لنسبة عدد المواطنين الذين اختاروا هذا المرشح لتمثيلهم. هذا على النقيض من الأشكال التقليدية للديمقراطية التمثيلية مثل نظام نظام التصويت التعددي حيث الفائز بأغلبية الأصوات في دائرة معينة أو حزب
أو تجمع آخر من الناخبين يمثل جميع الناخبين في تلك المجموعة أو نظام الانتخاب بالقائمة النسبية حيث يتناسب عدد النواب الممثلين لكل حزب أو فصيل سياسي مع عدد الناخبين الداعمين لكل فصيل أو حزب.
يُنظر إلى التمثيل المباشر من قبل مؤيديه على أنه الحل الوسط الأمثل بين الديمقراطية المباشرة المحضة والديمقراطية التمثيلية التقليدية، كما أن القرارات التشريعية سوف تعكس عن كثب إرادة الشعب الخالصة وستظل تنفذها مجموعة من «الحكماء» المستنيرين وممثلين منتخبين مسؤولين. يؤدي التمثيل المباشر للقضاء على تزوير الدوائر الانتخابية في الأحياء لأن ميزان القوى في المجلس التشريعي سيكون متماثلاً بالضبط بغض النظر أين يتم رسم حدود الدوائر الانتخابية. كما أنه يتجنب حرمان الأقليات في الحالات التي يتم فيها تقسيم الناخبين بالتساوي تقريبًا في اختيار التمثيل، ولكن يجب أن يتم اختيار ممثل مفضل من فصيل واحد فقط لتمثيل كل ناخبي الحزب أو المنطقة.

## المزايا
يستشهد مؤيدو التمثيل المباشر بالمزايا التالية:
- على عكس الديمقراطية المباشرة، فإن الناخبين لا يصوتون على التشريعات بأنفسهم بل ينتخبون ممثلين لأداء الواجبات التشريعية نيابة عنهم، ويوفر هذا وقت المواطن العادي وجهده الذي يبذله في التفكير والتصويت على التشريعات المحددة.
- على عكس التمثيل الذي تحدده الأغلبية النسبية أو أغلبية الأصوات، فإن صوت كل ناخب في الدائرة الانتخابية يتم تمثيله في المجلس التشريعي بغض النظر عما إذا كان المرشح الذي اختاره هذا الناخب قد فاز بأكثرية أو أغلبية الأصوات أم لا.
- وعلى نقيض الانتخاب بالقائمة النسبية، فإن كل ناخب يصوت لممثل معين كي يمثله، وليس حزبًا سياسيًا. وهذا يوفر للناخبين مجموعة واسعة من المنابر السياسية ذات الفروق الدقيقة للاختيار من بينها، بدلاً من مجرد الاضطرار للاختيار بين عدد صغير نسبيًا من نظام «مقاس واحد يناسب كل» الأحزاب. ويعني كذلك أنه حتى المصالح الصغيرة يمكن وضعها بالاعتبار.
- كل الأصوات متساوية لا فرق بين صوت وآخر.
- تتناسب السلطة السياسية للولاية والمقاطعة مع عدد الناخبين من السكان. يعتبر هذا أكثر عدلاً بعض الشيء أكثر من التمثيل بالأغلبية وذلك لأن http://en.wikipedia.org/w/index.php?title=Direct_representation&action=edit&section=1in السكان الذين لا يستطيعون التصويت أو يختارون عدم التصويت لا يذهب وزنهم السياسي إلى باقي سكان الولاية أو المقاطعة ممن يستطيعون التصويت، وبالتالي فإن الدولة التي لديها نسبة الأطفال إلى البالغين عالية لن تمنح للناخب ثقلاً تمثيليًا أكثر من دولة بها نسبة الأطفال إلى البالغين صغيرة، مثلاً. ونفس الشيء ينطبق على المقيمين الآخرين الذين لا يحق لهم التصويت، مثل المقيمين وفقًا للقانون من غير المواطنين والأجانب غير الشرعيين والسجناء والمجرمين المدانين.
- لأن الغالبية العظمى من الناخبين في دائرة لا يمكن استبعادها من العملية كما هو الحال في بعض الانتخابات بنظام الأغلبية (حيث يقع المرشح أسيرًا لتأييد الأغلبية) لذلك فإن بناء التحالفات بين غير أصحاب الأغلبية ممكن وفعال، سواء على المستوى العام أو لقضايا محددة.

## مثال
لنفترض أن هناك دائرة انتخابية بها 400000 نسمة من السكان المؤهلين للتصويت وثلاثة من مرشحين لتمثيلها؛ أ وب وج. ونفترض أن أ حصل على 90,000 صوت (45% من إجمالي عدد الأصوات) وب حصل على 70,000 صوت (35%) وج حصل على 40,000 صوت (20%) مع إحجام باقي السكان ممن لهم حق التصويت عن التصويت. في نظام التصويت التعددي كالمستخدم لانتخاب أعضاء مجلس النواب الأمريكي، سيكون أ هو «الفائز» في الانتخابات وبالتالي فإن أ هو من سيسمح له فقط بالتصويت في المجلس التشريعي وله صوت واحد. في نظام التمثيل المباشر، فإن أ وب وج سيشاركون ويصوتون في المجلس التشريعي، على أن يكون وزن صوت كل مرشح مساويًا لعدد الأصوات التي حصل عليها في الانتخابات. وبالتالي، فإذا حدث ووافق كل من ب وج على مسألة لم يوافق عليها أ في التمثيل المباشر يمكنهما عدم الاعتداد بصوت أ في هذه المسألة (110,000 إلى 90,000) لأنهما يمثلان اختيار أكثرية المصوتين في دائرتهم، بينما في التمثيل الذي يحدده أغلبية المصوتين، فإن أ فقط هو من يستطيع التصويت على هذه المسألة، في حين أن ب وج، معًا يمثلان أغلبية الناخبين خارج المجلس التشريعي.